# Auger de Balben
Auger de Balben (... - 1162 ) foi o terceiro Grão-Mestre da Ordem dos Cavaleiros de São João de Jerusalém também conhecida por Ordem do Hospital, Ordem de S. João de Rodes, etc.) de 1160 a 1162.

## Biografia
Modéstia, desinteresse, e até mesmo humildade, que prevaleceu no primeiro século da Ordem, impediu o surgimento de concorrentes nas eleições. Auger Balben foi escolhido por aclamação e com o voto unânime de todos. Ele era um cavalheiro de Delfinado,  um antigo camarada de armas de Raymond du Puy, a quem sucedeu, na Ordem venerado por sua piedade e prudência, mas cujas opiniões não tinham grande peso no conselho do rei de Jerusalém.
Chegando na Terra Santa a partir da nativa França, ganhou o controle do Reino da Palestina do Papa Alexandre III ao Antipapa Vittore IV.
Ele morreu ao lado do rei Balduíno III de Jerusalém, em 1162. Como Grão-Mestre da Hospitalar teve o mérito de estabelecer novas sede da Ordem na Espanha.